# Selección de fútbol sub-20 de Afganistán
La Selección de fútbol sub-20 de Afganistán es el equipo que representa al país en el Mundial Sub-20, en el Campeonato sub-19 de la SAFF y en el Campeonato sub-19 de la AFC; y es controlado por la Federación de Fútbol de Afganistán.

## Participaciones

### Mundial Sub-20
| Año   | Ronda        | J            | G            | E            | P            | GF           | GC           |
| ----- | ------------ | ------------ | ------------ | ------------ | ------------ | ------------ | ------------ |
| 1977  | No clasificó | No clasificó | No clasificó | No clasificó | No clasificó | No clasificó | No clasificó |
| 1979  | No clasificó | No clasificó | No clasificó | No clasificó | No clasificó | No clasificó | No clasificó |
| 1981  | No clasificó | No clasificó | No clasificó | No clasificó | No clasificó | No clasificó | No clasificó |
| 1983  | No clasificó | No clasificó | No clasificó | No clasificó | No clasificó | No clasificó | No clasificó |
| 1985  | No clasificó | No clasificó | No clasificó | No clasificó | No clasificó | No clasificó | No clasificó |
| 1987  | No clasificó | No clasificó | No clasificó | No clasificó | No clasificó | No clasificó | No clasificó |
| 1989  | No clasificó | No clasificó | No clasificó | No clasificó | No clasificó | No clasificó | No clasificó |
| 1991  | No clasificó | No clasificó | No clasificó | No clasificó | No clasificó | No clasificó | No clasificó |
| 1993  | No clasificó | No clasificó | No clasificó | No clasificó | No clasificó | No clasificó | No clasificó |
| 1995  | No clasificó | No clasificó | No clasificó | No clasificó | No clasificó | No clasificó | No clasificó |
| 1997  | No clasificó | No clasificó | No clasificó | No clasificó | No clasificó | No clasificó | No clasificó |
| 1999  | No clasificó | No clasificó | No clasificó | No clasificó | No clasificó | No clasificó | No clasificó |
| 2001  | No clasificó | No clasificó | No clasificó | No clasificó | No clasificó | No clasificó | No clasificó |
| 2003  | No clasificó | No clasificó | No clasificó | No clasificó | No clasificó | No clasificó | No clasificó |
| 2005  | No clasificó | No clasificó | No clasificó | No clasificó | No clasificó | No clasificó | No clasificó |
| 2007  | No clasificó | No clasificó | No clasificó | No clasificó | No clasificó | No clasificó | No clasificó |
| 2009  | No clasificó | No clasificó | No clasificó | No clasificó | No clasificó | No clasificó | No clasificó |
| 2011  | No clasificó | No clasificó | No clasificó | No clasificó | No clasificó | No clasificó | No clasificó |
| 2013  | No clasificó | No clasificó | No clasificó | No clasificó | No clasificó | No clasificó | No clasificó |
| 2015  | No clasificó | No clasificó | No clasificó | No clasificó | No clasificó | No clasificó | No clasificó |
| Total | 0/20         | 0            | 0            | 0            | 0            | 0            | 0            |

### Campeonato sub-19 de la AFC
| AFC Youth Championship | AFC Youth Championship | AFC Youth Championship | AFC Youth Championship | AFC Youth Championship | AFC Youth Championship | AFC Youth Championship | AFC Youth Championship | AFC Youth Championship |
| Año                    | Ronda                  | J                      | G                      | E                      | P                      | GF                     | GC                     |                        |
| ---------------------- | ---------------------- | ---------------------- | ---------------------- | ---------------------- | ---------------------- | ---------------------- | ---------------------- | ---------------------- |
| de 1959 a 1974         | No participó           | No participó           | No participó           | No participó           | No participó           | No participó           | No participó           |                        |
| 1975                   | Fase de grupos         | 4                      | 0                      | 1                      | 3                      | 5                      | 12                     |                        |
| 1976                   | No participó           | No participó           | No participó           | No participó           | No participó           | No participó           | No participó           |                        |
| 1977                   | Fase de grupos         | 3                      | 0                      | 1                      | 2                      | 4                      | 8                      |                        |
| 1978                   | Fase de grupos         | 3                      | 0                      | 0                      | 3                      | 0                      | 11                     |                        |
| 1980                   | No participó           | No participó           | No participó           | No participó           | No participó           | No participó           | No participó           |                        |
| 1982                   | No participó           | No participó           | No participó           | No participó           | No participó           | No participó           | No participó           |                        |
| 1985                   | No participó           | No participó           | No participó           | No participó           | No participó           | No participó           | No participó           |                        |
| 1986                   | No participó           | No participó           | No participó           | No participó           | No participó           | No participó           | No participó           |                        |
| 1988                   | No participó           | No participó           | No participó           | No participó           | No participó           | No participó           | No participó           |                        |
| 1990                   | No participó           | No participó           | No participó           | No participó           | No participó           | No participó           | No participó           |                        |
| 1992                   | No participó           | No participó           | No participó           | No participó           | No participó           | No participó           | No participó           |                        |
| 1994                   | No participó           | No participó           | No participó           | No participó           | No participó           | No participó           | No participó           |                        |
| 1996                   | No participó           | No participó           | No participó           | No participó           | No participó           | No participó           | No participó           |                        |
| 1998                   | No participó           | No participó           | No participó           | No participó           | No participó           | No participó           | No participó           |                        |
| 2000                   | No participó           | No participó           | No participó           | No participó           | No participó           | No participó           | No participó           |                        |
| 2002                   | No participó           | No participó           | No participó           | No participó           | No participó           | No participó           | No participó           |                        |
| 2004                   | No clasificó           | No clasificó           | No clasificó           | No clasificó           | No clasificó           | No clasificó           | No clasificó           |                        |
| 2006                   | No clasificó           | No clasificó           | No clasificó           | No clasificó           | No clasificó           | No clasificó           | No clasificó           |                        |
| 2008                   | No clasificó           | No clasificó           | No clasificó           | No clasificó           | No clasificó           | No clasificó           | No clasificó           |                        |
| 2010                   | No clasificó           | No clasificó           | No clasificó           | No clasificó           | No clasificó           | No clasificó           | No clasificó           |                        |
| 2012                   | No clasificó           | No clasificó           | No clasificó           | No clasificó           | No clasificó           | No clasificó           | No clasificó           |                        |
| 2014                   | No clasificó           | No clasificó           | No clasificó           | No clasificó           | No clasificó           | No clasificó           | No clasificó           |                        |
| 2016                   | No clasificó           | No clasificó           | No clasificó           | No clasificó           | No clasificó           | No clasificó           | No clasificó           |                        |
| Total                  | 3/39                   | 10                     | 0                      | 2                      | 8                      | 9                      | 31                     |                        |

### Campeonato sub-19 de la SAFF
| Año   | Resultado   | J | G | E | P | GF | GC |
| ----- | ----------- | - | - | - | - | -- | -- |
| 2015  | Semifinales | 3 | 1 | 0 | 2 | 5  | 6  |
| Total | 1/1         | 3 | 1 | 0 | 2 | 5  | 6  |